# Hieracium eurofinmarkicum
Hieracium eurofinmarkicum es una especie de planta con flor del género Hieracium, de la familia Asteraceae, orden Asterales.

## Distribución
Hieracium eurofinmarkicum se distribuye por Finlandia y Rusia.

## Taxonomía
Fue descrita científicamente por (Norrl.) Schljakov.
Tratamiento taxonómico
La especie aparece registrada y publicada en Fl. Murmansk. Obl.